# Афанасьевское (Орловская область)
Афанасьевское — упразднённое село в Мценском районе Орловской области России. Входила в состав Чахинского сельского поселения. Упразднено в 2004 году.

## География
Село находилось в северной части Орловской области, в лесостепной зоне, в пределах центральной части Среднерусской возвышенности, на левом берегу реки Ядринка (приток реки Зуша), на расстоянии примерно 2 километров (по прямой) к северо-западу от села Чахино.

### Климат
Климат характеризуется как умеренно континентальный с умеренно морозной зимой и теплым, иногда жарким летом. Средняя многолетняя температура самого холодного месяца — января, составляет −9,4 °C, температура самого теплого +19°С.

## История
Постановлением Орловской областной думы от 15 октября 2004 года № 32/645-ОС село Афанасьевское исключено из учётных данных.

## Население
Согласно результатам переписи 2002 года в селе отсутствовало постоянное население.